# ジミー・ペドロ
ジミー・ペドロ（Jimmy Pedro 1970年10月30日- ）は、アメリカ合衆国マサチューセッツ州ダンバース出身の柔道家。階級は73 kg級。身長175 cm。得意技は寝技。

## 人物
父親が道場を開いていた関係で5歳の時に柔道を始めた。その後、ブラウン大学に入学するが、柔道部がなかったのでレスリング部に所属しながら、出稽古中心で力を付けていった。
1991年の世界選手権では65 kg級で3位となった。1992年バルセロナオリンピックでは3回戦で丸山顕志に有効で敗れた。1993年の世界選手権では準決勝で中村行成に出足払で一本負けするなどして5位に終わった。1994年からは階級を71 kg級に上げて、1995年世界柔道選手権大会ではこの時代ではまだ珍しいボウアンドアローチョークでディエゴ・ブランビッラに勝利している。1995年世界柔道選手権と1996年アトランタオリンピックではそれぞれ3位となった。1999年の世界選手権では決勝でロシアのビタリー・マカロフを有効で破って優勝を果たした。しかし、翌年の2000年シドニーオリンピックでは5位に終わった。2004年アテネオリンピックでは2度目となる銅メダルを獲得した。多くの試合のセコンドには寝技師マイク・スウェインがついていた。米テレビのスポーツ専門チャンネルESPNがマイク・スウェイン共同プロデュースで開催したプロ柔道イベントに参戦している。その後引退して、アメリカの柔道ナショナルチームのコーチに就いている。

## 主な戦績
- 1988年 - パンナム選手権　2位(60 kg級)

65 kg級での戦績
- 1989年 - 正力国際　3位
- 1990年 - ソ連国際　3位
- 1990年 - グッドウィルゲームズ　2位
- 1990年 - パンナム選手権　3位
- 1991年 - 世界選手権　3位
- 1991年 - パンアメリカン競技大会　3位
- 1992年 - フランス国際　3位
- 1992年 - ドイツ国際　3位
- 1992年 - ハンガリー国際　2位
- 1993年 - フランス国際　2位
- 1993年 - 世界選手権　5位

71 kg級での戦績
- 1994年 - グッドウイル・ゲームズ　3位
- 1995年 - ドイツ国際　優勝
- 1995年 - パンアメリカン競技大会　優勝
- 1996年 - フランス国際　3位
- 1996年 - アトランタオリンピック　3位
- 1997年 - フランス国際　3位
- 1997年 - ドイツ国際　優勝
- 1997年 - パンナム選手権　優勝

73 kg級での戦績
- 1998年 - 正力国際　優勝
- 1998年 - ドイツ国際　3位
- 1998年 - パンナム選手権　優勝
- 1999年 - 嘉納杯　3位
- 1999年 - パンアメリカン競技大会　優勝
- 1999年 - 世界選手権　優勝
- 2000年 - シドニーオリンピック　5位
- 2004年 - ドイツ国際　2位
- 2004年 - パンナム選手権　優勝
- 2004年 - アテネオリンピック　3位